# Герб Бойківського
Герб Бойківського — символ селища Бойківське Донецької області. Автор — Олег Киричок. 

## Опис
Офіційний герб був затверджений 19 грудня 2000 року рішенням сесії селищної ради.
Щит скошений справа лазуровим і зеленим. На верхній частині летить чорно-срібна ластівка, на нижній - золотий колос у стовп і сонях.

## Альтернативний герб
В рамках проєкту "Донеччина в Гербах" було створено альтернативний герб Бойківського. Новий проєкт враховує нову назву селища та відповідає вимогам сучасної української геральдики. Символіка не є офіційною.
Золотий перекинутий вилоподібний хрест ділить щит на зелене, лазурове та чорне поле. В горішній частині поверх всього срібна ластівка із чорним пір'ям та золотим колоско мпшениці в дзьобі, що летить. Чорне поле обтяжене золотою бойківською розеткою із лазуровими вставками.
На сувенірній продукції Бойківського зображувався голуб, що є одним із символів Менонітського руху. Бойківське було засновано як німецька колонія Ostheim, що буквально перекладається як "Східне Село". Ластівка, як і в знаменитій композиції "Щедрик", приносить хазяїну хороші новини і віщує прихід весни.
Другим елементом є Бойківська розетка (герб є промовистим). Цей символ можна зустріти в геральдиці деяких бойківських поселень. Її також приписують і гуцулам, але вважається, що бойки як етнічна група з'явилися раніше. Також це віддалено нагадує колесо карети з герба села Czarna Górna звідки і були переселені 95 родин бойків у 1951 році. Що і дало назву сучасному селищу.
Вилоподібний хрест символізує чумацькі шляхи і сучасні дороги до селища. Бойківське знаходилося на перетині чумацьких маршрутів, що символічно відображене на гербі колишнього району у вигляді зірок (Чумацький Шлях).
Чорне поле в донецькій геральдиці часто символізує родючі землі або зв'язок із пращурами. Це все доречно до Бойківського, а ще перегукується із назвою села Чорна.